# Сухой мост
Сухой мост (груз. მშრალი ხიდი) — автомобильно-пешеходный мост в Тбилиси над бывшим рукавом Куры, ныне засыпанным и превращённым в часть улицы Звиада Гамсахурдиа. Вместе с Саарбрюкенским мостом является частью мостового сооружения через Куру и прилегающие улицы, ведущего из района Мтацминда (на мост выходит улица Хиди) в район Чугурети, к Саарбрюкенской площади.
Рядом с мостом расположен одноименный блошиный рынок. Достопримечательность Тбилиси.

## Название
Первоначально мост назывался Малым Михайловским (так как являлся продолжением Большого Михайловского моста) или Воронцовским (по имени кавказского наместника М. С. Воронцова). В начале XX века носил название Николаевского.
В советское время назывался Малым мостом Карла Маркса. В 1933 году протока реки под мостом была осушена и по бывшему руслу проложена улица, после чего мост стали называть Сухим.

## История
Построен в 1848—1851 гг. по проекту итальянского архитектора Дж. Скудьери. Малый мост вёл на «Мадатовский остров» (остров — первоначально был собственностью князей Орбелиани, у которых в середине XIX века этот остров на реке был куплен князем, генерал-лейтенантом русской армии, героем войны 1812 года и войны на Кавказе Валериа́ном Григорьевичем Мадатовым, с тех пор тбилисцы называли его «Мадатовским островом», а Малый мост — «Мадатовским мостом»). Этот мост был продолжением Большого Михайловского мост»а через Куру. 25 февраля 1883 года по мосту прошёл первый в городе маршрут конки.

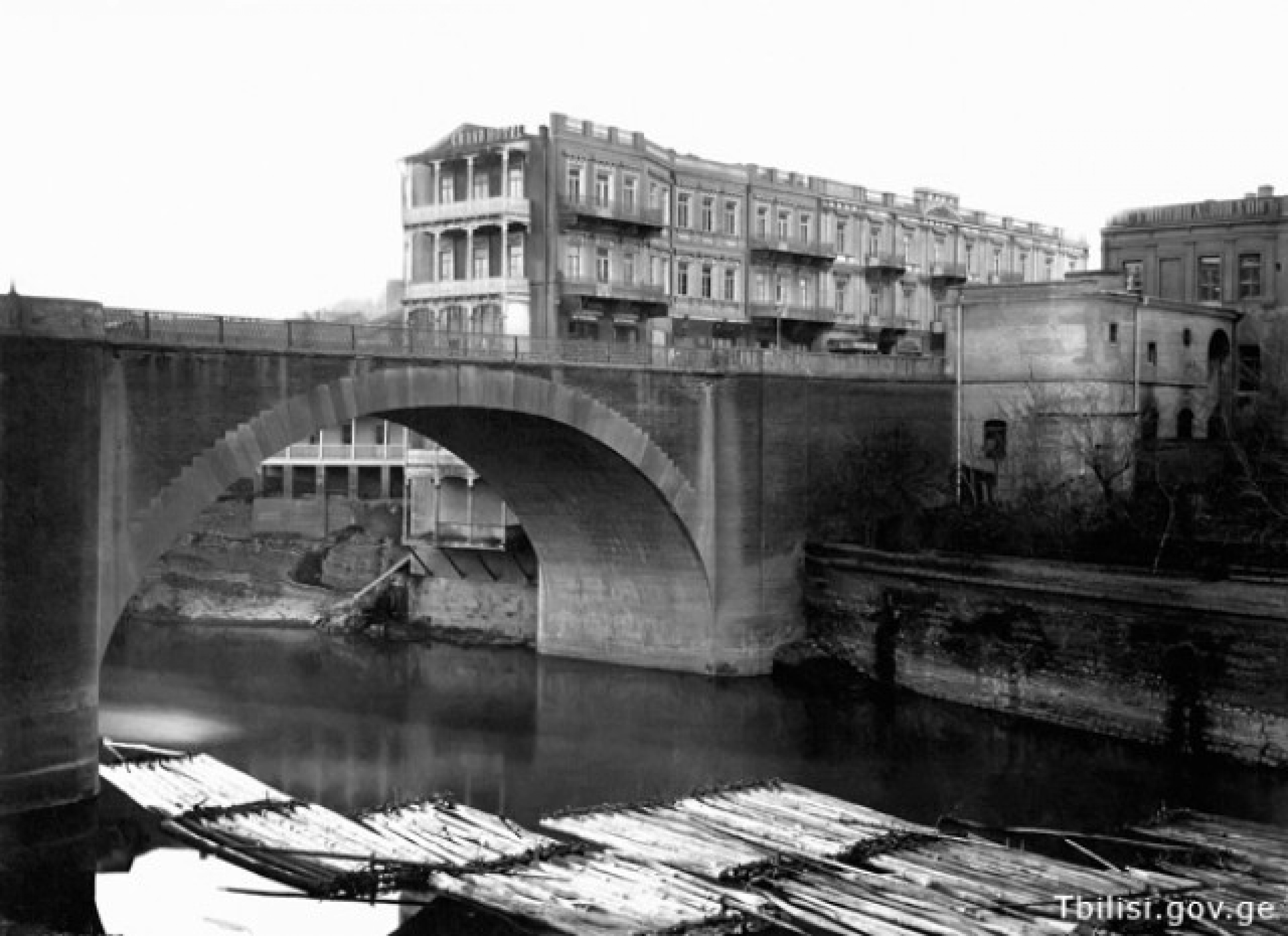
Мост до осушения рукава Куры под ним (конец XIX — начало XX вв.)

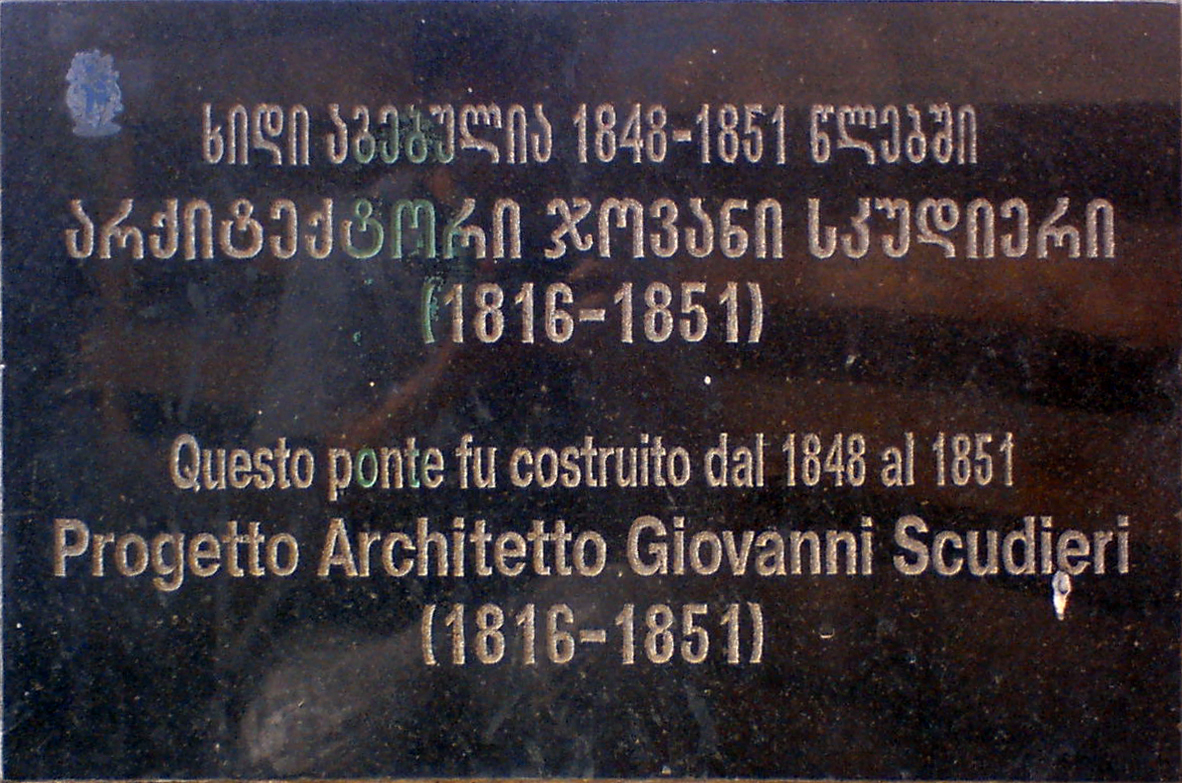

В 1933 году протока реки под мостом была осушена и по бывшему руслу проложена улица. В 1962 году проведён капитальный ремонт моста по проекту инженера Г. Карцивадзе и архитекторов Ш. Д. Кавлашвили, В. К. Куртишвили и Г. В. Мелкадзе.
В конце 1980-х — начале 1990-х у моста возник блошиный рынок.

## Конструкция
Мост однопролётный арочный. Пролёт перекрыт 32-метровым коробовым сводом (бесшарнирная арка). Тротуары вынесены на стальные консоли. Мост построен из плоского грузинского кирпича, архивольты арки облицованы камнем.
Мост предназначен для движения автотранспорта и пешеходов. Тротуары отделены от проезжей части железобетонным поребриком. Перильное ограждение металлическое, заканчивается на устоях каменным парапетом.